# McClendon Curtis
McClendon Jerrell Curtis (Harrison, 16 settembre 1999) è un giocatore di football americano statunitense che milita nel ruolo di offensive tackle e che è free agent. Al college ha giocato per l'Università del Tennessee di Chattanooga.

## Carriera universitaria
Curtis, originario di Chattanooga in Tennessee, cominciò a giocare a football e pallacanestro nella locale Chattanooga Central High School. Valutato come un prospetto medio-basso (due stelle su cinque) per il college football, Curtis ricevette varie offerte di borse di studio da college che partecipano alla primaria divisione dello sport universitario, la Football Bowl Subdivision (FBS), ma scelse invece di andare all'Università del Tennessee di Chattanooga con i Mocs che militano nella Southern Conference (SoCon) della secondaria Football Championship Subdivision (FCS) della NCAA.
Nel suo primo anno con i Mocs, il 2017, Curtis fu redshirt, poteva quindi allenarsi con la squadra ma non disputare partite ufficiali. La stagione successiva entrò in squadra giocando 10 partite da riserva, poi nel 2019 divenne guardia destra titolare giocando tutte le partite stagionali. Nel 2020 fu nominato tra i migliori giocatori della conference, venendo inserito nel First-Team All-SoCon. Stesso riconoscimento gli fu assegnato l'anno seguente, il 2021, dove giocò tutte le partite dei Mocs come guardia. Laureatosi a maggio 2021 in sport management, Curtis decise di sfruttare l'anno di eleggibilità aggiuntivo dato dalla NCAA ai giocatori che avevano partecipato alla stagione 2020 accorciata dalla pandemia di COVID-19, tornando quindi per una sesta stagione a giocare con i Mocs. Spostato a offensive tackle, terminò la stagione vincendo il Jacobs Blocking Awards come miglior bloccatore della conference, venne inserito per il terzo anno di fila nel First-Team All-SoCon e ottenne anche il riconoscimento del FCS All-American
Terminata la carriera al college e pronto a passare tra i professionisti, Curtis partecipò al Senior Bowl, partita che permette ai migliori prospetti uscenti dal college di mostrare le proprie qualità agli osservatori della NFL, e fu uno dei nove giocatori della FCS, l'unico della SoCon, invitato a partecipare  all'NFL Scouting Combine.
Premi e riconoscimenti
- FCS All-American (2022)
- 3 First-Team All-SoCon (2020,2021,2022)

Statistiche al college
| Stagione | Stagione    | Stagione   | Stagione   | Stagione | Stagione |
| Anno     | Squadra     | Campionato | Conference | P        | PT       |
| -------- | ----------- | ---------- | ---------- | -------- | -------- |
| 2017     | Chattanooga | FCS Div. I | SoCon      | 0        | 0        |
| 2018     | Chattanooga | FCS Div. I | SoCon      | 10       | 0        |
| 2019     | Chattanooga | FCS Div. I | SoCon      | 12       | 12       |
| 2020     | Chattanooga | FCS Div. I | SoCon      | 5        | 4        |
| 2021     | Chattanooga | FCS Div. I | SoCon      | 11       | 11       |
| 2022     | Chattanooga | FCS Div. I | SoCon      | 11       | 11       |
| Totale   | Totale      | Totale     | Totale     | 49       | 38       |

Fonte: GoMocks.com

## Carriera professionistica

### Las Vegas Raiders
Curtis non fu scelto nel corso del Draft NFL 2023 e il 12 maggio 2023 firmò da undrafted free agent con i Las Vegas Raiders un accordo triennale da 2,7 milioni di dollari.
Curtis, al termine della fase di preparazione alla nuova stagione, non riuscì a rientrare nel roster attivo dei Raiders e il 29 agosto 2023 fu svincolato per poi essere aggiunto alla squadra di allenamento il giorno dopo.

### Seattle Seahawks
Il 13 settembre 2023 Curtis lasciò la squadra di allenamento dei Raiders per firmare con i Seattle Seahawks. Debuttò come professionista subentrando nella gara del settimo turno contro gli Arizona Cardinals giocando 4 snap negli special team. Questa fu però l'unica presenza in stagione di Curtis che non fu più utilizzato per il resto dell'annata.
L'8 aprile 2024 Curtis rifirmó con i Seahawks da exclusive rights free agent, quindi un contratto annuale al minimo salariale previsto. Prima dell'avvio della nuova stagione non rientrò nel roster attivo iniziale dei Seahawks e il 27 agosto 2024 fu svincolato per poi essere aggregato alla squadra di allenamento il giorno successivo. Il 21 settembre 2024 fu promosso nel roster attivo. Il 10 ottobre 2024, dopo aver fatto quattro presenze da riserva, fu svincolato.